# A2208 road
Die A2208 ist eine Class-I-Straße, die 1922 im Stadtgebiet London mit der namentlichen Bezeichnung „Rotherhithe New Road“ festgelegt wurde. Sie verläuft von der A2 aus quer durch London-Southwark in Nord-Ost-Richtung zur A200. Dadurch, dass die A200 in parallel laufende Einbahnstraßen aufgespaltet wurde, ist auch heute die Hawstone Road Teil der A2208, die dadurch an ihrem nördlichen Ende 2 Äste hat.